# Langhe Arneis
Le Langhe Arneis est un vin italien de la région Piémont doté d'une appellation DOC depuis le 22 novembre 1994. Seuls ont droit à la DOC les vins blancs récoltés à l'intérieur de l'aire de production définie par le décret. 

## Caractéristiques organoleptiques
- couleur : jaune paille
- odeur : caractéristique, fin, intense
- saveur : sèche, frais, délicat

Le Langhe Arneis se déguste à une température de 8 – 10 °C et il se gardera 2 – 3 ans.

## Production
Province, saison, volume en hectolitres :
- Cuneo  (1995/96)  2901,0
- Cuneo  (1996/97)  6282,69